# Martin Věchet
Martin Věchet (* 24. listopadu 1964 Trutnov), známý též pod přezdívkou Geronimo, je český občanský aktivista, jedna z osobností českého kulturního undergroundu a disentu. Jakožto bývalý disident vystupuje jako kritik autoritářství a totalitních režimů. Působil či působí též jako publicista, sloupkař, esejista a komentátor, je rovněž fotograf a cestovatel. Po roce 1989 publikuje především v Lidových novinách, Mladé Frontě Dnes, Deníku a Českém rozhlasu Plus. Známý je zejména jako zakladatel a organizátor trutnovského hudebního festivalu (Open Air TrutnOFF), který se po prvních pokusech z 80. let konal pravidelně v letech 1990 až 2016. V letech 2020 až 2022 se konalo jeho pokračování v Brně. V roce 2023 se festival vrátil do místa svého vzniku – do Trutnova.

## Život do roku 1989
Narodil se v Trutnově jako syn řidiče Václava Věcheta a zdravotní sestry Evy Věchetové, rozené Smrčkové. Má o dva roky staršího bratra Petra a o šest let mladší sestru Renatu. Dětství prožíval převážně na dvorku u babičky v Trutnově ve společnosti vrstevníků z okolí. Přátelil se i s místními Romy, z jejichž řad se později, v roce 1990, rekrutovala první ochranka pro trutnovský festival. S otcem příležitostně cestoval po republice v nákladním autě. Později to označil za své první cestovatelské krůčky k nomádství a doteky ve stopách Jacka Kerouaca.
V letech 1971–1979 navštěvoval základní školu Komenského v Trutnově. Ve třetí třídě vstoupil do Pionýrské organizace, odkud později vystoupil. Především ale hrál fotbal (na postu brankáře) za Lokomotivu Trutnov a reprezentoval krajský výběr Východočeského kraje. Později ho začala více zajímat hudba, s fotbalem skončil podle svých slov asi v sedmnácti nebo osmnácti letech.
Asi v šesté či sedmé třídě při náboru projevil zájem o studium na střední vojenské škole, ke studiu ale nenastoupil a v letech 1979–1982 studoval na Středním odborném učilišti v Rychnově nad Kněžnou, obor automechanik. Vyučil se autoopravářem, nástavbové studium však nedokončil, kariéra opraváře aut ho nelákala.

### Život v disentu
I přes zákaz si nechal narůst dlouhé vlasy a spřátelil se s místní komunitou „mániček”. Mezi jeho oblíbené interprety patřili například Deep Purple, Led Zeppelin, Patti Smith, The Doors a Jimi Hendrix, později též The Plastic People of the Universe, Umělá hmota, DG 307, Jasná páka, Jaroslav Hutka nebo Charlie Soukup a další. Také si oblíbil filmového Vinnetoua. Navštěvoval různé undergroundové koncerty a podílel se na organizování nepovolených setkání, koncertů, opisování a rozšiřování různých samizdatových tiskovin. Svůj první výslech Státní bezpečností absolvoval jako patnáctiletý v Rychnově nad Kněžnou poté, co prováděl akrobatické kousky ve vlaku a při zadržení policií mu byly v tašce nalezeny zakázané knihy, poznámky a tiskoviny. V době uvěznění Václava Havla se začátkem 80. let seznámil s jeho ženou Olgou Havlovou.
Chtěl studovat bohosloveckou fakultu, ve školním roce 1982/83 se přihlásil ke studiu teologie, ale přestože absolvoval roční přípravu, studium mu bylo komunistickým režimem znemožněno a fakulta jej nemohla přijmout. Od roku 1982 krátce pracoval v autoservisu v Trutnově jako autoopravář, později vrátný. Tehdy se i na Hrádečku seznámil s Václavem Havlem, který si v autoservisu nechal spravit auto. Po konci v autoservisu pracoval Věchet jako lesní dělník, krmič lesní zvěře a topič.
Aby se vyhnul základní vojenské službě, nechal se v roce 1983 na několik měsíců hospitalizovat na psychiatrickém oddělení Fakultní nemocnice v Hradci Králové, díky čemuž byl zproštěn vojenské povinnosti. V roce 1983 se pokusil emigrovat do Itálie. Sehnal si potvrzení od lékařky, že potřebuje pobyt u moře a na zájezdu do Jugoslávie se vydal k italským hranicím. Byli však dopaden jugoslávskou policií a vrácen zpět do Československa.
V lednu 1982 se o něj začala intenzivněji zajímat Státní bezpečnost (StB), která ho podezřívala z protistátní činnosti a založila na něj signální svazek pod krycím názvem Otep. Podle vlastních slov měl být zařazen mezi 196 nejnebezpečnějších lidí pro komunistický režim v tehdejším Československu, kteří by byli v případě vyhlášení výjimečného stavu okamžitě zatčeni a byli určení k deportaci. V květnu 1985 pak Státní bezpečnost založila svazek tzv. prověřované osoby i na otce Martina Věcheta, pod krycím názvem Bruno.
Od první poloviny osmdesátých let se Martin Věchet věnoval organizačním a distribučním aktivitám spojených s Chartou 77, samizdaty často i sám opisoval na psacím stroji. Účastnil se bytových seminářů, koncertů, setkávání na „barácích“ obývaných stoupenci undergroundu. Zvažoval, že by Chartu 77 sám podepsal, nakonec tak neučinil.
V letech 1984–85 žil Věchet společně s kamarádem Miroslavem „Hurvínkem“ Polákem v undergroundovém baráku ve Skalici u Hrochova Týnce, kde se pořádaly různé koncerty, výstavy a setkání, několik jich i sám pořádal. V 80. letech rovněž navštěvoval další undergroundové komunity, které tvořili lidé z disentu a z okruhu signatářů Charty 77, jako například u manželů Jana a Květy Princových v severočeských Mastířovicich.
V roce 1985 se částečně odstěhoval do Prahy, kde pracoval jako topič a seznámil se s dalšími představiteli undergroundu a disentu, například s Petrem Uhlem, Ondřejem Němcem, Markem Šimonem Danou Němcovou či Zdeňkem Urbánkem, s nímž byl držen v jedné cele ve vazební věznici Praha Ruzyně. Ve druhé polovině 80. let pořádal po republice různé bytové debaty a setkání, například s Václavem Havlem, Petrem Uhlem, Václavem Malým, Petrem Pospíchalem či Petruškou Šustrovou. Kvůli těmto aktivitám byl několikrát zatčen, souzen však nebyl.
V letech 1988–1990 žil s přítelkyní v Děčíně. V červnu 1989 se jim narodila dcera Marta. V Děčíně se snažil založit ilegální tiskárnu samizdatu, ale StB se o jeho úmyslech dozvěděla. 18. ledna 1989 vystoupil na demonstraci v rámci tzv. Palachova týdne. Po skončení demonstrace na Václavském náměstí v Praze vyzval demonstranty, aby se v klidu rozešli domů a následujícího dne přišli demonstrovat znovu. Následujícího dne byl za toto vystoupení zatčen příslušníky StB a 48 hodin strávil v policejní cele. Nakonec byl převezen do domu svých rodičů a sledován. V listopadu téhož roku se zúčastnil demonstrace na Národní třídě, kterou začala Sametová revoluce.

## Po roce 1989
V roce 1990 působil v Trutnově v prověrkové komisi, která prověřovala činnost příslušníků Státní bezbečnosti (StB). V roce 1990 zorganizoval první oficiálně povolený ročník trutnovského festivalu. V letech 1992 a 1993 zakoupil v aukci v Trutnově dva obchody, kde měl v úmyslu zřídit prodejnu desek a knihkupectví.
Vlastní v Trutnově klenotnictví a hodinářství, z jehož zisku dotoval festival.
V roce 1998 vyjel do Kanady, do oblasti Velkých jezer, navštívit tamní Indiány, k jejichž odkazu se hlásí a považuje je za svoje „předky”. Získal tam indiánské jméno Black Elk Warrior. Také se spřátelil hnutím Hare Kršna, a začal je pravidelně zvát na festival. Na přelomu milénia opakovaně pobýval v Indii, což se rovněž projevilo v duchu a atmosféře festivalu.
V roce 2003 se seznámil s Evou Navrátilovou. Narodily se jim dvě děti: Matyáš Martin (2004) a Markéta (2011). Z dřívější doby má ještě dcery Martu a Marii.
V roce 2007 dokončil studium střední školy v Brně a začal dálkově studovat bohosloveckou fakultu. Studium pro něj ale bylo obtížné skloubit s přípravami festivalu, a poté, co se mu v roce 2011 narodila dcera, studia zanechal.

## Trutnov Open Air Festival

### První pokusy uspořádat festival
V roce 1984 se Věchet pokusil zorganizovat undergroundový koncert ve Starých Bukách u Trutnova. Státní bezpečnost ale akci znemožnila a Věcheta zatkla. Po rozehnání malého festivalu se téhož večera uskutečnilo na Hrádečku neformální setkání účastníků plánovaného koncertu, které k sobě na chalupu pozval Václav Havel, jenž se na místo plánovaného koncertu také dostavil. Věchet byl zatčen a absolvoval podle svých slov jeden z nejhorších výslechů, který se táhl do pozdních nočních hodin a vyslýchající policisté mu vyhrožovali zmlácením. „Byly to tenkrát hodně tvrdé a agresivní výslechy, kterými se vyznačoval místní estebák Šantroch. Byl jsem v jinošských letech, nedlouho po osmnácti, měl jsem strach. Když jsem ráno po propuštění šel potemnělou pěší zónou v mlhavém oparu, měl jsem chuť to tady úplně zabalit a zmizet ze země,“ uvedl Věchet. K výslechům byl pak předvoláván až do pádu komunistického režimu.
O rok později zorganizoval oficiální koncert v kulturním domě v Trutnově, vystoupili folkaři Pavel Dobeš, Petr Lutka a Karel „Cára” Novotný. Koncert proběhl bez problémů, ale pořádání dalších akcí zakázala StB, která Věcheta od června 1986 evidovala jako nepřátelskou osobu II. kategorie.

### Neuskutečněný festival v roce 1987
Věchetův známý Milan „Svědek“ Padevět, frontman kapely Hally Belly, pořádal v Praze od roku 1986 undergroundové koncerty (mimo Hally Belly na nich vystoupily například Tři sestry). Padevět později dostal nápad uspořádat celý festival kapel, které tehdy nemohly oficiálně vystupovat, a pro tento nápad získal i Věcheta. Ten uvedl, že k rozhodnutí uspořádat festival ho dovedl koncert Johna Mayalla v roce 1985 v Bratislavě, který na něj silně zapůsobil, a záběry z amerického Woodstocku.
Undergroundový festival „zakázané kultury“ se spolu s Františkem „Čuňasem“ Stárkem rozhodli uspořádat v roce 1987 ve Volanově u Trutnova na Věchetově soukromém pozemku, pod názvem „Východočeský Woodstock“. I tento festival ovšem zrušila protiakce StB, která pozemek postříkala močůvkou, od domu nechala odpojit elektrický proud a organizátory (mj. Věcheta a Stárka) pozatýkala. Vesnici StB za pomoci Veřejné bezpečnosti obklíčila a návštěvníky rozehnala. Aparaturu se organizátorům podařilo schovat na chalupě u Václava Havla.
Věchetovi byla udělena prokurátorská výstraha a v lednu 1988 byl Státní bezpečností přeřazen do nejvyšší kategorie nepřátelská osoba I. kategorie.

### Legální festival
Prvním oficiálním a povoleným ročníkem festivalu se tak stal Východočeský Woodstock 1990. Šlo o jeden z prvních hudebních festivalů pod širým nebem v polistopadovém Československu. Konal se v parku na jižním okraji Trutnova zvaném Bojiště. Na festival dorazilo více než 2000 návštěvníků.
V roce 1990 nebylo úmyslem pořadatelů s festivalem každoročně pokračovat a vytvořit z něho každoroční tradici. V roce 1991 se akce neuskutečnila; festival byl obnoven v roce 1992 v reakci na policejní zásah v trutnovském klubu End. Od té doby až do roku 2016 (s roční pauzou v roce 1998) se festival konal pravidelně každý rok třetí víkend v srpnu. Od roku 1993 na festivalu hráli i zahraniční hosté.
V roce 1998 pořadatelé vyhlásili roční přestávku a Věchet odjel navštívit indiány. Toho využila skupina obchodníků, která v areálu uspořádala podobný festival, který se pokoušeli vydávat za původní festival. Akce nebyla příliš úspěšná.

### Problémy s místem konání, pauza
Přibližně od roku 2008 se spekulovalo o tom, že se festival bude stěhovat ze svého tradičního místa konání na Bojišti, některé ročníky byly dokonce označovány jako „poslední na Bojišti“. Důvodem mělo být zastavění pozemků, na kterých stanovali návštěvníci festivalu a stála dvě pódia. Věchet v roce 2013 prohlásil, že „Bojiště nemá budoucnost, alespoň ne tu festivalovou.“ Starosta Trutnova Ivan Adamec (ODS) ale v roce 2011 uvedl, že v okolí festivalového areálu je dostatek jiných luk, takže stěhování festivalu nehrozí. Od roku 2014 se festival nazýval Trutnoff v reakci na to, že radnice města údajně dál prodávat pozemky, na kterých se festival konal, a tím akci ohrožovalo. Novým dějištěm festivalu se měl podle úvah z roku 2008 stát areál bývalé vojenské základny Na Prachárně, asi 1 km od západního okraje Trutnova. Ke stěhování však nedošlo.
Festival se v Trutnově naposledy konal v roce 2016. K 31. 12. 2016 skončila nájemní smlouva na areál Bojiště mezi městem a společností, od které si organizátoři Bojiště každoročně po dobu trvání festivalu pronajímali. Organizátoři mezitím nemohli připravovat další ročník festivalu, neboť nevěděli, kdo bude Bojiště vlastnit a zda tam bude možné nadále pořádat festivaly.
Jakousi náhradou se měla stát „Zahradní slavnost“, menší festival ve Velkých Svatoňovicích pro cca 3 000 lidí. Tento plán ale nevyšel, proto se organizátoři pokusili akci přesunout do Mladých Buků, kde narazili na odpor místního zastupitelstva, které schválilo řadu vyhlášek, jež konání festivalu znemožnily. Věchet tehdy oznámil, že pauza by měla být pouze roční a v roce 2018 počítá s dalším ročníkem festivalu.
Festival se ale nekonal ani v roce 2018, ani o rok později. Věchet uvedl, že v situaci, kdy jsou pozemky, na kterých se koná festival, vyčleněny jako stavební parcely a nabízeny k prodeji, nemá festival na stávajícím místě perspektivu, neboť k zastavění území může dojít prakticky kdykoliv, zatímco známé zahraniční kapely se musejí nasmlouvat i několik let dopředu. Dále řekl, že chuť pořádat další ročníky mu nechybí.

### Festival v Brně
V srpnu 2018 vyšla v České televizi zpráva, že se „trutnovský festival může přesunout do Brna“. Po komunálních volbách na podzim 2018 se objevilo v koaliční smlouvě města Brna pořádání festivalu v pisáreckém údolí řeky Svratky nedaleko pavilonu Anthropos. V srpnu 2019 vyšla nová zpráva České televize, že se „kultovní trutnovský festival přezdívaný Východočeský Woodstock přesune do Brna.“ Organizátoři chtěli první tamní ročník uspořádat už v roce 2019, ale v zájmu důkladné přípravy se dohodli s vedením města na prvním konání kolem 21. srpna 2020.
V roce 2020 se konal první ročník brněnského festivalu pod název TrutnOFF BrnoON Open Air Festival. Z důvodu omezení v souvislosti s pandemií covidu-19 se akce pouze v omezeném rozsahu pro tisíc návštěvníků a bez účasti zahraničních kapel. Podle hudebního publicisty Ondřeje Bezra byl přesun do Brna byl zdařilý s návratem ke kořenům. Podobně byl ohodnocen i poslední ročník v roce 2022 již se zahraničními kapelami. Podle iDnes „Festival TrutnOFF i nadále šíří pozitivní přístup k životu“. Ondřej Bezr jej v Lidových novinách označil za povedený i přes nepřízeň počasí „TrutnOFF BrnoON byl rozhodně nejlepší po programové stránce i ve smyslu atmosféry „spikleneckého setkání“, kterou jako svoji prioritu zdůrazňují sami pořadatelé [...] byl skvělou tečkou za sezónou festivalů pod širým nebem“.

### Malý festival na Malé Úpě
V roce 2015 založil Malý festival na Malé Úpě, v jehož rámci se ve spolupráci s obcí Malá Úpa se konají koncerty na Pomezních Boudách.

### Návrat festivalu do Trutnova
Po volbách do zastupitelstev obcí 2022 nové brněnské zastupitelstvo rozhodlo, že brněnský festival již nebude finančně podporovat a v areálu vybuduje sportoviště. V březnu 2023 Věchet po domluvě s novým Trutnovským starostou oznámil, že se festival vrací zpátky do Trutnova. Na festivalu vystoupili například Laibach, Therapy?, Asian Dub Foundation, The Rumjacks nebo Andrew Tosh. Ondřej Bezr návrat na místo konání označil za „comeback roku“ a „návrat ve velkém stylu“.

## Občanské aktivity
Přibližně od první poloviny 90. let se Věchet profiloval opět jako občanský aktivista. Poukazoval na různé aktivity bývalých pracovníků StB. Také kritizoval zejména různé kauzy v Trutnově, například zbytečné kácení zeleně, necitlivé stavební zásahy v centru města, podporu megalomanských developerských projektů či kumulování funkcí starosty. Tím si vysloužil nevraživost představitelů města. Zásadní spory měl zejména Ivanem Adamcem, který byl v letech 1998 - 2021 v Trutnově starostou. Věchet mu vyčítal například nenaplněné předvolební sliby o brzké výstavbě Dálnice D11 do Trutnova. Uvedl, že Adamec měl v této záležitosti pouze omezený a formální vliv, přesto však po dvě desetiletí před volbami opakovaně ujišťoval o jejím urychleném dokončení. Poukazoval též na Adamcovo působení v krajském národním výboru před rokem 1989, kde byli zaměstnáni převážně prověřené a loajální osoby k tehdejšímu režimu, a na jeho následnou politickou kariéru v ODS po Sametové revoluci.
Zorganizoval petici proti záměru vybudovat v městském lesoparku sjezdovku v místech, kde jsou pohřbeni padlí vojáci z Bitvy u Trutnova. Sjezdovka nakonec nevznikla.
V roce 2010 poukázal na týrání zvířat a způsob, jakým se město zbavuje holubů. Česká televize s odkazem na kritiky uvedla: „ptáci, kteří se zachytí v klecích na střechách, pomalu hynou vedrem. Nebo je lidé z najaté firmy zabíjejí na místě úderem o zeď“. Martin Věchet dodal: „Dochází tady k porušování zákona o ochraně zvířat a k jejich týrání.“
V letech 2012 až 2013 se Martin Věchet společně s Evou Navrátilovou podílel na organizaci mezinárodního festivalu dokumentárních filmů Jeden svět. Trutnovská radnice Věchetovi pohrozila výpovědí z nájmu jeho zlatnictví kvůli vyvěšení pozvánky na dokumenty o lidských právech v rámci festivalu s názvem Protesty, nepokoje, revolta. Věchet plakát nakonec odstranil, ale festival společně s Evou Navrátilovou uskutečnil. Následující rok ředitel městských kulturních zařízení Libor Kasík zakázal promítání filmů v městském kině, což zdůvodnil svojí averzí k Věchetovi. Festival Jeden svět se tak v Trutnově stal putovním a promítání probíhalo v různých školách.
Prosazoval pojmenování části jedné z hlavních ulic v Trutnově, Horské, po Václavu Havlovi. I přesto, že byl tento návrh podpořen Ústavem pro jazyk český Akademie věd ČR a odborníky pro názvosloví, zastupitelstvo návrh odmítlo a místo toho po Havlovi pojmenovalo jinou, méně významnou, ulici (Revoluční).
Ve svých článcích se Martin Věchet věnuje neformálním vzpomínkám na přátele a osobnosti z disentu, událostem ze života, kultuře či pandemickým omezením během covidu-19. Zaměřuje se také na problematiku ochrany zvířat, přičemž kritizuje například praxi hromadného vybíjení zvířat ve velkochovech. Zabývá se rovněž politickými otázkami a komentuje politická témata. Bývalého prezidenta Miloše Zemana označil za proruského a pročínského zastánce starých a konzervativních pořádků.
31. prosince 2011 se zúčastnil třidenní plavby po Labi Květiny pro Václava Havla.
Při návštěvě prezidenta Petra Pavla v Královéhradeckém kraji v dubnu 2025 jej v Trutnově neformálně přivítal jako první, ještě před oficiálním uvítáním ze strany městských představitelů. Věchet, který se s Pavlem osobně zná a jehož festival prezident navštívil v roce 2023, mu předal festivalové tričko připomínající jak začátek festivalu 21. srpna, tak i výročí okupace Československa v roce 1968.

## Politické aktivity
Ve volbách do Poslanecké sněmovny v roce 2006 kandidoval jako nezávislý na osmém místě kandidátky Strany zelených v Královéhradeckém kraji, a získal 635 (3,20 %) přednostních hlasů, čtvrtý nejvyšší počet na kandidátce. Zelení ve volbách získali 6 mandátů, ale v Královéhradeckém kraji žádný. V roce 2010 kandidoval znovu, na pátém místě kandidátky Zelených získal 684 (9,45 %) přednostních hlasů. Zelení se ale do Poslanecké sněmovny nedostali. Znovu kandidoval za Zelené v roce 2013, ze šestého místa, získal 594 (7,54 %) přednostních hlasů. Ani tentokrát Zelení neuspěli.
Ve volbách do místního zastupitelstva v roce 2014 kandidoval v Trutnově na osmém místě kandidátky TOP 09, jako nestraník. Získal 649 přednostních hlasů (4,21 %) a ačkoliv se strana do zastupitelstva dostala, on mandát nezískal. TOP 09 poté v Trutnově utvořila koalici s vítěznou Občanskou demokratickou stranou, tento krok Věchet spolu s dalšími neúspěšnými kandidáty kritizoval.

## Kritika a kontroverze
Podle hudebního publicisty Ondřeje Bezra má Věchet „mimořádnou schopnost dělat si nepřátele. Možná i tam, kde by to vůbec nebylo nutné.“ Ale dále dodává: „Jenže – kdyby dopředu domýšlel všechny své kroky, nebyl by to Martin Věchet. Jasně, nedošlo by například k loňské aféře se společným videem s Miloušem Jakešem. Ale nejspíš by taky nikdy žádný trutnovský festival nevznikl. Protože kdyby v roce 1987 Věchet věděl, jaké bude mít po pokusu o pořádání „východočeského Woodstocku“ oplétačky s policajty, a zachoval se jako 99 procent Čechů, chroupal by radši buráky u televize.“ Dlouholeté spory má s trutnovským zastupitelstvem, zejména Ivanem Adamcem, který byl v letech 1998–2021 trutnovským starostou. Původně byly jejich vztahy dobré, ale pak začal Věchet psát články kritické k vedení města, a vztahy výrazně ochladly. Adamec obvinil Věcheta z pokrytectví a ze zrady ideálů, na nichž je festival založen. Podle něj Věchet lže a snažil se kritikou představitelů města odvrátit pozornost od ekonomických problémů festivalu. Věchet je i po listopadu 1989 občansky aktivní, kritizuje rovněž necitlivé zásahy do životního prostředí a různá stavební lobby.
Věchet se kriticky vyjadřuje ke zveřejňovaným údajům o počtech účastníků různých demonstrací a společenských akcí, nebo o počtech náštěvníků některých festivalů (například Sázavafest, Colours of Ostrava, Rock for People), s tím, že se tato čísla záměrně nadsazují. Na podzim 2015 byl pozván jako host panelové diskuse v rámci hudební konference Nouvelle Prague. Nakonec pořadatelé Věchetovu účast zrušili, na nátlak organizátorů festivalu Rock for People; těm se nelíbilo, že Věchet v minulosti poukázal na jejich údajné falšování počtů návštěvníků.
Podle hudebních publicistů jsou počty návštěvníků na některých kulturních akcích skutečně často zkreslovány a bývají podstatně nižší, než je oficiálně uváděno. Festival TrutnOFF, jehož je Věchet zakladatelem, nejméně od roku 2011 nezveřejňuje žádné údaje o své návštěvnosti jako projev nesouhlasu s touto praxí. „Je to takový náš protest proti tomu, jak se nakládá s údaji o návštěvách kulturních akcí,“ uvedl Věchet pro Hospodářské noviny 29. srpna 2011.
Jiří Štefek z Reflexu v květnu 2018 kritizoval Věcheta za mlžení okolo dalšího osudu festivalu a za pokračující spory s radnicí města, a dodal „Je čas si to na rovinu přiznat, jedna „epocha“ zkrátka skončila. Když se nebyl Věchet ve svém městě schopen nějak džentlmensky dohodnout loni ani letos, nezvládne to už ani příště. Zkrátka nikdy.“ V únoru 2020 kritizoval Věchetův plán vydávat připravovaný brněnský festival za pokračování trutnovského festivalu. Označil ho za „cynický a chladný kalkul“, protože TrutnOff je spjatý s konkrétním místem a podle Štefka je nepřenositelný.

### Spor o Kulturní cenu pro Václava Havla
V dubnu 2010 se trutnovské zastupitelstvo usneslo, že Václavu Havlovi udělí Kulturní cenu města Trutnova a čestné občanství. Havlova chalupa na Hrádečku u Trutnova bývala centrem neoficiální kultury; rovněž zde Havel psal své divadelní hry. Starosta Adamec řekl, že co se týče formy předání vyznamenání, přizpůsobí se Havlovým návrhům. Havel vyjádřil své přání přijmout cenu na festivalu. Zastupitelé tento návrh kategoricky odmítli, neboť jim prostředí festivalu připadlo nedůstojné. Podle Adamce „když tam [Havel] mlátí jako dvacetiletá mánička do barelu a kolem běhá nahý Magor Jirous, tak to mi jako vhodné prostředí pro předávání nejvyššího městského ocenění nepřipadá.“ Adamec dále pohrozil, že bude-li Havel trvat na předání na festivalu, zastupitelstvo mu cenu i čestné občanství jednoduše zabalí a raději pošle poštou: „Když si někdo najde čas na návštěvu festivalu, tak by si podle mě mohl najít i hodinku na přebrání čestného občanství na radnici. A pokud ne, tak obě ocenění zabalíme a pošleme je Václavu Havlovi jednoduše poštou. A bude to vyřešené,“ řekl Adamec. Havel nakonec ocenění převzal v trutnovském společenském centru Uffo, ale nezúčastnil se slavnostního rautu s místními politiky a kulturními činovníky. Místo toho odjel s organizátory festivalu do hospody, kde pro něj Věchet připravil koncert několika undergroundových kapel. Václav Havel se na tiskové konferenci Věcheta zastal: „Martin je zřejmě trošku provokatér a to je velmi dobře. Já myslím, že to obohacuje Trutnov a obohacuje to takovéhle události. Bez takových drobných recesí, výkřiků a podobně by to nebylo ono. Já si dokonce myslím, že příště by tu kulturní cenu mohl dostat Martin Věchet nebo fotograf Bohdan Holomíček, kteří pro kulturu a Trutnov něco udělali.“
Havel pak Věcheta skutečně písemně na Kulturní cenu navrhl. Zastupitelé města však nejprve na návrh starosty Adamce cenu pro následující rok raději neudělili a zrušili ji.[zdroj?] Na návrh starosty pak zastupitelé města změnili statut z 27. 3. 2010 pro udělování kulturní ceny města, aby již na toto městské ocenění nemohli kandidáty nominovat mimotrutnovští občané. Novým statutem ze dne 19. 9. 2011 v článku II. Předkládání a projednání návrhu v bodě 1. od této doby stojí: „Návrh na udělení kulturní ceny může podat fyzická osoba, která dosáhla věku 18 let a je ve městě Trutnově hlášená k trvalému pobytu nebo na území města Trutnova vlastní nemovitost, nebo právnická osoba se sídlem ve městě Trutnově.“
Opakovaně jej navrhoval například novinář Jan Tuna společně se zastupitelem Robertem Fajfrem, který přečetl nominující dopis na zasedání zastupitelstva dne 2. 3. 2020. Opět byl navrhován i v dalších letech. V roce 2022 se Martin Věchet i přes podporu opozičních zastupitelů a občanů veřejně vzdal své nominace ve prospěch pětadevadesátiletého předsedy Klubu seniorů Miroslava Šafaříka, který však i přesto ocenění nedostal.

### Spor s bývalou pracovnicí StB
V roce 2004 protestoval proti tomu, že Městský úřad v Trutnově zaměstnával Dagmar Beluskou, která byla před listopadem 1989 příslušnicí Státní bezpečnosti. Věchet v roce 1990 pracoval v prověrkové komisi, která prověřovala činnost bývalých příslušníků SNB. Beluskou komise doporučila od policie propusit, ale nadřazená občanská komise verdikt zvrátila.
Věchet prohlásil do médií, že Beluská byla v roce od 1990 policie vyhozena. Beluská tvrdila, že prověrkami prošla; Věchetovými slovy se cítila být dotčena, podala na něj trestní oznámení pro pomluvu a požadovala omluvu a odškodnění ve výši 100 000 Kč. Státní zástupce rozhodl, že případ bude řešit Městský úřad v Trutnově jako přestupek. Úřad Věchetovi vyměřil pokutu 3000 Kč za přestupek proti občanskému soužití. Věchet verdikt považoval za odvetu úřadu kvůli jeho aktivitám a kritice radnice. Úřad označil za podjatý, jelikož Beluská byla jeho zaměstnankyní, a proti rozhodnutí se odvolal ke Krajskému úřadu. Ten verdikt zrušil a případ vrátil zpět do Trutnova.
Po třech letech nakonec v lednu 2007 spor dospěl až k soudu. Ten ale případ neprojednal, neboť se Beluská rozhodla svou žalobu stáhnout. Věchet odmítl výzvu soudkyně, aby se Beluské písemně omluvil.

### Aféra s údajným pozváním Miloše Jakeše
V roce 2016 se Věchet s Františkem Stárkem zúčastnili natáčení dokumentu Milda o bývalém generálním tajemníkovi ÚV KSČ Milošovi Jakešovi. Režisér je přizval k natáčení, protože chtěl Jakeše konfrontovat s lidmi, kterým komunistický režim nějakým způsobem ublížil. Věchet se podle svých slov šel Jakeše zeptat, proč nechal v roce 1987 rozehnat první ročník festivalu, proč potlačoval nezávislou kulturu a perzekvoval umělce. Jakeš Věchetovi stále odporoval, až mu Věchet nakonec v nadsázce řekl, ať se tedy na festival přijede podívat a přesvědčí se sám, kdo jsou návštěvníci festivalu a jaké umění chtěl zakazovat.
Třičtvrtěhodinový záznam z natáčení unikl na internet a Stanislav Penc (který má s Věchetem spory) rozšířil prostřednictvím facebooku jeho část sestříhanou tak, aby vzbuzovala dojem, že se Věchet s Jakešem přátelí a že pozval Jakeše na festival jako čestného hosta. Toto video pobouřilo část návštěvníků festivalu i veřejnosti a několik kapel odřeklo svou účast na festivalu. Věchet odmítl, že by Jakeše zval jako čestného hosta, a uvedl, že určitě nečekal, že by Jakeš na festival dorazil, a že reakce na tuto aféru považuje za hysterické. Jakeš na festival nepřijel.
Hudební publicista Jaroslav Špulák v srpnu 2016 pro Novinky.cz popsal aféru takto „Šéf trutnovského festivalu Martin Věchet ho (Jakeše) údajně pozval, za což byl peskován médii, přáteli, konkurenty i návštěvníky festivalu. Ve skutečnosti ale k žádnému oficiálnímu pozvání nedošlo, jenom při rozhovoru v dokumentárním filmu Věchet řekl, aby se Jakeš přijel na festival podívat, chce-li vidět, jak se dnes mladí lidé baví.'“
Mirka Spáčilová později v recenzi filmu Milda uvedla, že film dokazuje, jak byla aféra s Věchetovým pozváním Jakeše do Trutnova nafouknutá a překroucená.

## Hodnocení
„Martin je duší festivalu, je jeho tvůrcem, uměleckým vedoucím, autorem, spisovatelem. Všechno vymyslí, protlačí své bláznivé nápady a já se pak snažím, aby to vše klaplo, dopadlo, proběhlo. Těžké je, že Martin je v podstatě neorganizovatelný. Moc neposlouchá, a navíc jeho vnímání času je jak z jiné planety. Člověk musí být připraven pracovat 24 hodin denně,“ uvedla v srpnu 2020 v rozhovoru pro Lidové noviny Věchetova partnerka a spoluorganizátorka festivalu Eva Navrátilová.

## Citáty
Odvážím se říct, že jsme úplně jiný festival než ostatní. Má zcela jiné kořeny než to obrovské množství akcí, které se dnes odehrávají. Jsou hlavně založené na komerčním základě byznysu a jsou v podstatě průmyslem zábavy. Náš festival nevznikl z potřeby vydělávat. Nevznikl proto, aby vytvářel platformu byznysu, ale vznikl z potřeby solidárnosti a vytváření svobodného prostoru. Být nezávislý, bez ohledu na to, kdo tady vládne. Tenhle duch pospolitost a souznění se táhne až do dnešních dnů.
k neuskutečněnému festivalu v roce 1984 a hodnotám, na nichž festival vyrostl, Denik.cz dne 22. 8. 2024